# Batalha de Chapicuy
A Batalha de Chapicuy foi uma batalha no âmbito da invasão portuguesa da Banda Oriental que começou em 1816

## Descrição
Os portugueses, com uma esquadra de Sena Pereira, conseguiram entrar no rio Uruguai em 2 de maio de 1818, com a evidente cumplicidade do governo de Buenos Aires, destruindo as baterias de artilharia na costa, e fazendo contato com o chefe da milícia rio-grande, Bento Manuel Ribeiro. Apoiado por ele, conseguiu atravessar para Entre Ríos, e derrotar o comandante de artilharia Gorgonio Aguiar, que estava cambaleante em vários acampamentos do córrego Yeruá até o córrego China, Bento Ribeiro cruzou novamente o rio Uruguai.
Depois disso, os portugueses retornaram ao território da Banda Oriental em busca do líder, que liderou a resistência oriental, José Gervásio Artigas. Fructuoso Rivera conseguiu interceptar esse exército, comandado pelo lendário caudilho gaúcho Bento Manuel Ribeiro e obteve uma vitória esmagadora nos pontos do córrego Chapicuy, próximo ao rio Uruguai, no atual departamento de Paysandú, em 14 de junho de 1818. Derrotado em primeira instância, o líder oriental reagrupou-se e obrigou os portugueses a fugir – com pesadas perdas – por meio de uma lança, do tipo que o tornaria famoso.